# UMPB D-30SN航空炸彈
UMPB D-30SN航空炸彈（俄语：УМПБ Д-30СН，全称）是俄罗斯于2024年开始在乌克兰战争使用的一种小直径滑翔炸弹，据称可以使用战斗轰炸机和多管火箭发射器平台发射。

## 历史[1][2]
UMPB D-30SN於2024年3月初開始在俄乌战争北部軍區地區首次使用。据称，UMPB D-30SN是一套附加設備的名稱，適用於蘇聯標準的現有炸彈，它們與FAB-250高爆炸彈一起使用。該套件將自由落體炸彈變成滑翔炸彈。這使得飛機能夠在遠離敵方控制的空域的情況下安全地投放它們。開發人員為其配備了帶有機翼和控制面的模組，使炸彈能夠滑向目標並根據導航單元的數據調整其彈道。該彈藥還配備了火箭發動機，可增加其飛行範圍。既可由航空发射（此时炸弹未安装喷气发动机），也可由'龙卷风'-S 系统发射（配合9M55K 或 9M544 火箭彈）。

## 技术特点[3][4]
UMPB D-30SN彈藥都由一個帶有折疊翼的統一模組、一個尾部單元和一個Kometa-M抗干扰接收器（据称抗干扰能力是UMPK套件的300倍）組成。當從火箭发射器平台使用 UMPB D-30SN 時，其上安裝有一個與標準火箭弹連接的「適配器」。
到达15-20公里的高度时，當炸弹速度從4馬赫降至1.2馬赫時，会打開機翼並啟動固體推進劑發動機。該發動機可以顯著增加射程，並在 90 至 120 公里的距離內擊中目標。
- 弹体直径：300mm
- 弹体长度：2700mm
- 弹重：300kg
- 装药量：113KG
- 最大有效射程：120KM
- 精度：5M
- 引导：雙向資料鏈並具有高精度的終端導引系統

## 衍生型号

### UMPB-5[6][7]
2025年7 月 24 日，两枚“UMPB-5 制导空中炸弹”袭击了哈尔科夫市舍甫琴基夫斯基区。据报道，一架俄罗斯苏-34 攻击战斗机从“约 100 公里”外的俄罗斯别尔哥罗德州斯特罗伊特尔村附近投下了炸弹。乌克兰方根据命名方法怀疑是UMPB-5是UMPB D-30SN的衍生型号。
UMPB-5 的弹头比 D-30SN 型更大，重达250 公斤，外壳也更厚。由于弹翼和制导系统改进，至少100km的射程表面新弹药的射程似乎也更远。

## 发射平台
可由Su-34 轟炸機發射，還可以從地面使用 Smerch、Tornado 或龙卷风型多管火箭發射器發射。目前俄方仅公开了Su-34 轟炸機挂载照片和投放视频。

## 实战使用[3]
- 据称2024年4月22日，哈尔科夫攻势期间摧毁了哈尔科夫电视塔。
- 俄军在2024年恰西夫亚尔战役中普遍使用。

## 类似弹药
- GBU-39/B SDB